# Gira Frágil
Tras el debut del disco Frágil (2003), Ana Torroja decide exhibir los temas del mismo y otros más anteriores. 
El Rock y el Pop son la base e implementa un sonido acústico, con lo que logra algo distinto a lo que fue Girados junto a Miguel Bosé.
Esta gira no fue muy extensa, estuvo en varias ciudades españolas, México, Chile y otros países de América Latina, aunque la principal exhibición fue en el concierto Básico 40, que quedó reflejada en un especial retransmitido por Canal +.

## Sinopsis
- «Con solo un beso»: El recital de Ana Torroja arranca con una introducción que conduce al tema que abre "Frágil". Sobre el escenario, que simula una especie de nave industrial con lámparas de pergamino colgadas del techo, la acompañaban cuatro músicos (Ludovico Vagnone a la guitarra, Fernando Ortí en los teclados, Mikel Irazoki en el bajo y Mauricio Sgaramella a la batería) y dos coristas (Helena de Quiroga y Esther González).

- «Corazones»: segunda canción del repertorio que grabó junto a Miguel Bosé en su anterior gira conjunta, Girados esta vez interpretada por Ana en solitario.

- «Como sueñan las sirenas»: Con la misma coreografía que ya se hizo en el tour anterior Girados.

- «Un año más»: Primer tema de Mecano que Ana toca durante la gira, en el estribillo simula las agujas de un reloj con los brazos durante la coreografía.

- «Libélula»: En la introducción, las coristas se sincronizan mientras mueven los brazos como si de una libélula se tratase batiendo las alas, momento en el que Ana aparece para cantar.

- «Me basta con creer»: Ana incluye esta adaptación al español de «Mes prières», que fue un rotundo éxito en Francia.

- «Ya no te quiero»: Ana canta y realiza una coreografía junto con sus dos bailarines.

- «A contratiempo»: Ana empieza entonando la canción sentada junto a las coristas sobre una tarima que sostiene la batería.

- «Frágil»: Continúa la canción que da título al álbum, Ana comienza a interpretarla mientras una silla transparente se muestra sobre el escenario, antes de que comience el segundo estribillo aparecen dos bailarines siguiendo la coreografía.

- «Mujer contra mujer»: Aparece Ana sentada en un diván e interactua con las coristas, la interpretación de este tema es muy parecida a la que ya se hizo en el tour anterior Girados.

- «Hijo de la luna»: Se toca una versión acústica con Ana y todos los músicos sentados sobre el escenario.

- «Cuatro días»: nuevamente interpretada y coreografiada junto con sus dos bailarines masculinos.

- «Hoy no me puedo levantar»: Ana recupera el primer gran éxito de Mecano con una versión más rápida, más bailable y rockera.

- «Veinte mariposas»: Para el segundo sencillo del álbum, se interpreta con Ana guitarra en mano, algo que no hacía desde que estaba con Mecano con el tema «J.C.».

- «Quién dice»: Ana presenta el primer single del álbum con una coreografía conjunta con sus bailarines y las coristas.

- «Barco a Venus»: Tema de Mecano con el que Ana suele dar por finalizado el concierto, divide al público en dos mitades e interactua con ellos.

## Temas
Interpretó los siguientes temas:
1. Con sólo un beso
2. Corazones
3. Como sueñan las sirenas
4. Un año más
5. Libélula
6. Me basta con creer
7. Ya no te quiero
8. La fuerza del destino
9. A contratiempo
10. Frágil
11. Mujer contra mujer
12. Hijo de la Luna
13. Cuatro días
14. Hoy no me puedo levantar
15. Veinte mariposas
16. Quién dice
17. Barco a Venus

Otros temas interpretados:
1. Me cuesta tanto olvidarte
2. Popurrí de Mecano: (Hawaii-Bombay, Perdido en mi habitación, Me colé en una fiesta y Maquillaje)
3. Menos, Más
4. Partir
5. Aire
6. I Wish You Were Here *
7. Cruz de navajas *

Básico 40 TV:
1. Con solo un beso
2. Como sueñan las sirenas
3. Un año más
4. Libélula
5. Me basta con creer
6. Ya no te quiero
7. La fuerza del destino
8. A contratiempo
9. Frágil
10. Mujer contra Mujer
11. Hijo de la Luna
12. Cuatro Días
13. Hoy no me puedo Levantar
14. Veinte Mariposas
15. Quien dice
16. Barco a Venus.

Canciones omitidas: Corazones, Menos es más, Solo por eso..

## Fechas de la gira
| España y Latinoamérica   |                               |                                  |
| Fecha                    | Ciudad                        | Lugar                            |
| 10 de mayo de 2003       | Alcantarilla (Murcia)         | Recinto Ferial                   |
| 17 de mayo de 2003       | Almazora (Castellón)          | Recinto La Marcha                |
| 29 de mayo de 2003       | Barcelona                     | Palau de La Música Catalana      |
| 5 de junio de 2003       | Madrid                        | Sala La Riviera                  |
| 12 de julio de 2003      | Pozuelo de Alarcón (Madrid)   | Auditorio El Torreón             |
| 17 de julio de 2003      | Las Navas del Marqués (Ávila) | Plaza de La Villa                |
| 18 de julio de 2003      | Santander                     | Campa de La Magdalena            |
| 5 de agosto de 2003      | Inca (Baleares)               | Polideportivo Mateu Canyelles    |
| 9 de agosto de 2003      | Ledaña (Cuenca)               | Plaza de Toros                   |
| 11 de agosto de 2003     | Gijón                         | Playa de Poniente                |
| 16 de agosto de 2003     | Cee (La Coruña)               | Plaza                            |
| 19 de agosto de 2003     | Bilbao                        | Recinto Zorrozaurre              |
| 23 de agosto de 2003     | Málaga                        | Auditorio                        |
| 29 de agosto de 2003     | Arenas de San Pedro (Ávila)   | Castillo de Arenas de San Pedro  |
| 5 de septiembre de 2003  | Valladolid                    | Plaza Mayor                      |
| 15 de septiembre de 2003 | Madrid                        | Círculo de Bellas Artes          |
| 20 de septiembre de 2003 | Torre Pacheco (Murcia)        | Polideportivo Municipal          |
| 17 de octubre de 2003    | Monterrey (México)            | Auditorio Coca-Cola              |
| 18 de octubre de 2003    | Ciudad de México              | Teatro Metropolitan              |
| 28 de octubre de 2003    | Lima (Perú)                   | Explanada del Museo de La Nación |
| 30 de octubre de 2003    | Bogotá (Colombia)             | Palacio de Los Deportes          |
| 6 de noviembre de 2003   | Santiago (Chile)              | Estadio Nacional                 |